# Phaenocarpa pilioculata
Phaenocarpa pilioculata är en stekelart som beskrevs av Fischer 1974. Phaenocarpa pilioculata ingår i släktet Phaenocarpa och familjen bracksteklar. Inga underarter finns listade i Catalogue of Life.